# Pumpspeicherkraftwerk Nethe
Das Wasserspeicherkraftwerk Nethe war ein geplantes Pumpspeicherkraftwerk bei Amelunxen auf dem Gebiet der nordrhein-westfälischen Städte Beverungen und Höxter im Weserbergland, kurz vor der Mündung der namensgebenden Nethe in die Weser. Im Juli 2018 wurde entschieden, das Projekt nicht zu realisieren.
Die Anlage sollte 4,2 Millionen Kubikmeter Speichervolumen und das Kraftwerk eine Leistung von 390 Megawatt erhalten.
Es war eines von mehreren Projekten des europäischen Energieversorgungsunternehmens Trianel, einem Verbund von 35 Stadtwerken aus Deutschland, Österreich und der Schweiz.

## Zweck
Mit dem Pumpspeicherkraftwerk sollte der zeitweise entstehende Stromüberschuss aus erneuerbaren Energien gespeichert werden, um ihn in Zeiten erhöhten Bedarfs wieder abgeben zu können. Es können bis zu 2,34 Millionen Kilowattstunden in Form von potenzieller Energie in einem hochgelegenen Wasserbecken auf einer Bergkuppe gespeichert werden. Es dauert sechs Stunden, die Wassermenge aus dem Unterbecken hochzupumpen und ebenfalls sechs Stunden, es unter Volllast durch die Turbinen wieder abzulassen. Je nach Bedarf wird zwischen Pumpen und Turbinieren umgeschaltet. Es wurde erwartet, dass das Wasserkraftwerk rund 2.500 Stunden im Jahr Strom liefern würde. Eine Beckenfüllung entspricht dem Jahresbedarf von etwa 670 Haushalten.

## Technische Daten
Das Kraftwerk war als Schachtkraftwerk mit Turbinen in rund 80–100 Meter Tiefe geplant.
Das Oberbecken wäre zwischen Ottbergen und Bosseborn gelegen, das Unterbecken nordöstlich von Amelunxen. Das Betriebsvolumen und damit das Speichervolumen beider Becken betrüge je 4,2 Millionen Kubikmeter. Die Wasseroberflächen von Oberbecken und Unterbecken wären 22 bzw. 46 Hektar groß. Der obere Betriebswasserspiegel des Oberbeckens wäre bei 343 Meter, die Dammoberkante bei 345 m ü. NHN. Beim Unterbecken sind es 113 Meter bzw. 115 Meter. Die durchschnittliche hydraulische Fallhöhe betrüge 223 Meter und der Durchfluss durch die Rohrleitungen und Turbinen wäre etwa 195 Kubikmeter pro Sekunde.
Das geplante Pumpspeicherkraftwerk wäre mit 390 MW im Vergleich zu anderen Pumpspeicherkraftwerken ein mittelgroßes gewesen, siehe Liste von Pumpspeicherkraftwerken. Seit Dezember 2011 lief das Verfahren zur Änderung des Regionalplans, mit Planung das Kraftwerk 2021 ans Netz zu bringen. Im Juli 2018 wurde das Projekt aufgrund wirtschaftlicher Überlegungen aufgegeben.